# Moretti 750 Grand Sport

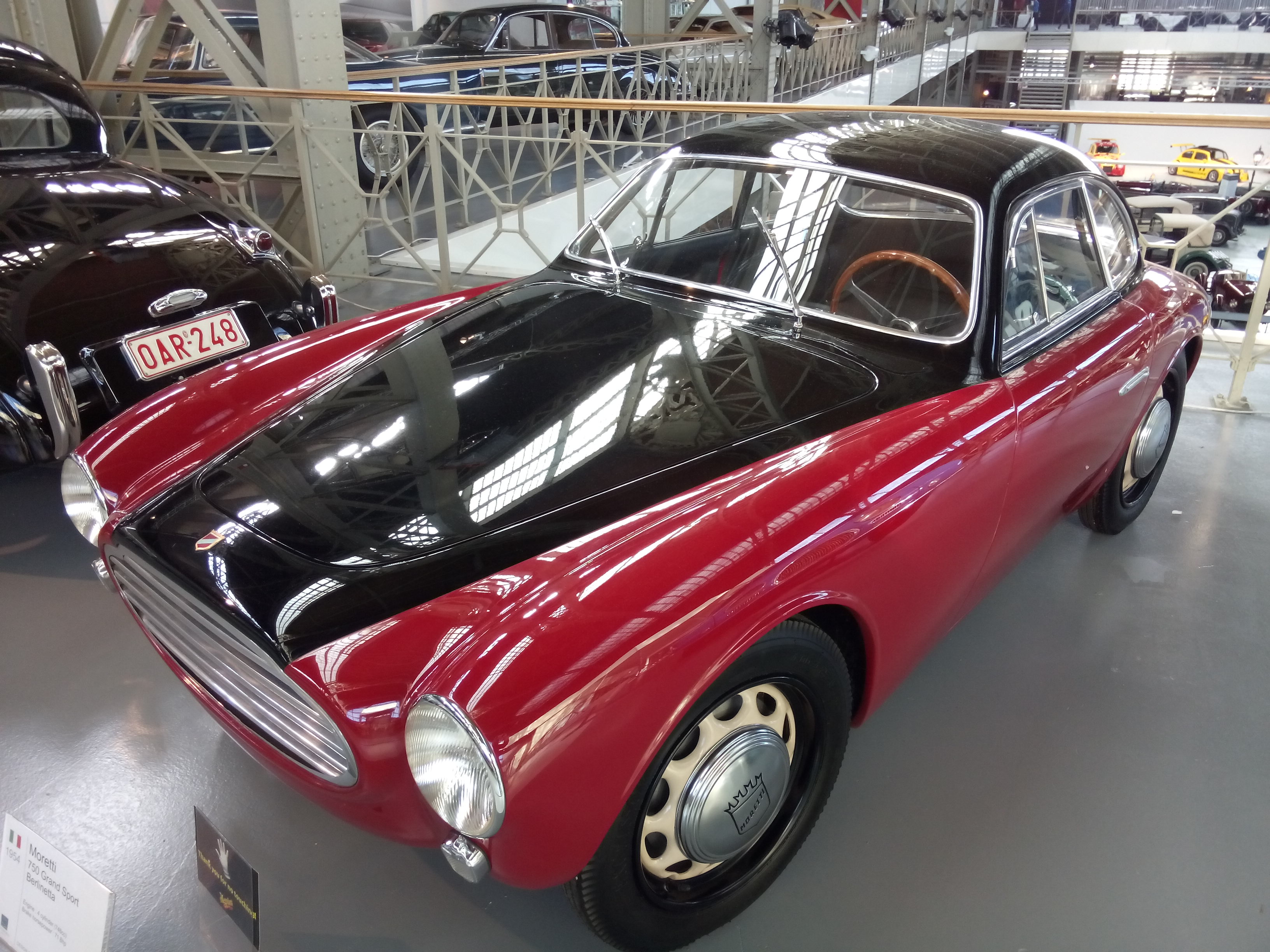
Moretti 750 Gran Sport Coupé Michelotti (1954) Autoworld à Bruxelles.

La Moretti 750S MM Bialbero Spider est une voiture de course développée par le petit constructeur italien Moretti SpA - Fabbrica Automobili e Stabilimenti Carrozzeria en 1953.

## Histoire
Giovanni Moretti fonde, en 1925 à Turin, la petite entreprise Carrozzeria Moretti SpA qui a d'abord construit des moteurs de motos et des motos. Le développement d'une automobile va se concrétiser juste avant le début de la Seconde Guerre mondiale. Pendant la guerre, l'essence, devenue une denrée rarissime pour les particuliers, Moretti lance deux véhicules électriques, un camion offrant 3,0 tonnes de charge utile et une automobile. Après la guerre, Moretti reprend la production de véhicules avec moteurs à essence de petite cylindrée. En 1950, il conçoit un moteur 4 cylindres en ligne qu'il installe en variante de 750 cm3 dans un châssis tubulaire à cadre central de la Moretti Gran Sport. Au total, dix châssis seront construits par Moretti, carrossés en versions spider et coupé par Zagato et Giovanni Michelotti.
Elle a été suivie en 1954 par une version routière destinée au grand public, la Moretti 750 Grand Sport, un coupé dû au design de Michelotti et Zagato qui a aussi été utilisé en course.

## Historique des courses
Beaucoup de petits constructeurs italiens de l'époque ont voulu participé aux nombreuses courses organisées dans les pays européens, mais aussi sur le continent américains. Moretti, avec ses versions 750 Sport, ne fut pas en reste. Des Moretti 750S Sport berlinetta et Coupé ont été alignées dans de nombreuses courses.
Mille Miglia en Italie
En 1953, Moretti a aligné une 750 Sport pilotée par Pravettoni / Lanza et une 750 Berlina pilotée par Rossi / Morpurgo qui s'est classée 14e. En 1954, Moretti a aligné deux 750 Sport pilotées par Cechini / Cordiali et Recchi / Raggetti : une 750 Gran Sport bialbero châssis N° 1332 pilotée par Fontana / Gino Munaron et une 750 Zagato pilotée par Pravettoni / Moscatelli. En 1955, la 750 Gran Sport châssis N° 1332 était à nouveau au départ de la course italienne, pilotée par l'équipage féminin Lise Renauld / Régine Gordine, épouse du producteur de cinéma Sacha Gordine et sœur de Claude Storez. La voiture n'a pas terminé la course, tombée en panne. En 1956, Moretti aligne pas moins de 7 voitures 750 Sport, Branca.
24 Heures du Mans en France
En 1955, Moretti a inscrit deux 750, N° 54 & 55, avec les équipages Lino Fayen / Herman Rogenry et Giorgio Ubezzi / Mesnest Bellanger. Ubezzi et Bellanger ont eu une panne de moteur à l'entraînement et n'ont pas été autorisés à courir conformément au règlement en vigueur. Fayen et Rogenry ont qualifié leur voiture mais n'ont pas pu prendre le départ de la course en raison de circonstances toujours pas clarifiées. La voiture n'aurait pas été placée assez tôt sur la grille de départ à cause d'un accident du transporteur entre le dépôt des voitures et le circuit. En 1956, Moretti a inscrit deux 750, N° 47 & 48, avec les équipages Marcel Escules / Aquilino Branca et Francis Guillaud / Marcel Lauga qui ont du abandonner sur problèmes mécaniques.
Bol d'Or Automobile de Monthléry
En 1954, Moretti a aligné une 750 Gran Sport Coupé avec l'équipage Annecorde / Lemail qui a terminé 11e au classement général.
Coupe du Salon de Monthlery
En 1954, Moretti a aligné une 750 Gran Sport Coupé pilotée par Lino Fayen, qui a terminé premier de sa catégorie.
Tour de France automobile
Une Moretti 750 Gran Sport châssis N° 1459, une des rares avec conduite à droite, pilotée par E. de Regibus et A. Roubaud a participé à l'édition 1954. 
12 Heures d'Hyères
La même voiture châssis N° 1459 qui a participé au Tour de France automobile a également participé aux 12 Heurs d'Hyères 1955 avec le même équipage.
San Diego aux États-Unis
Deux Moretti 750 Gran Sport ont été engagées, l'une pilotée par Jack Brumby (USA) n'a pas terminé la course, l'autre pilotée par WR Turner (USA) s'est classée 11e.